# Bridge Over Troubled Dreams
Bridge Over Troubled Dreams è un album del 2021 della cantante australiana Delta Goodrem. Pubblicato a pochi mesi dall'album natalizio Only Santa Knows, l'album è il suo primo lavoro costituito da sole canzoni inedite da Wings of the Wild del 2016.

## Background
Dopo aver pubblicato singoli in cui sperimentava nuovi stili musicali come l'energica Think About You, nel 2019 Delta Goodrem ha annunciato di essere al lavoro su un nuovo album di inediti ed espresso nel contempo l'intenzione di riavvicinarsi allo stile del suo album di debutto Innocent Eyes, costituito prevalentemente da piano ballad. Tale annuncio trova riscontro nel singolo Keep Climbing, piano ballad motivazionale pubblicata nel maggio 2020: il brano diventerà il primo singolo estratto dall'album.
Dopo aver pubblicato il secondo singolo Paralyzed, Goodrem ha concesso un'intervista a Grazia in cui ha definito l'album il suo primo vero progetto da "donna matura e autentica", affermando che "si tratta di un album incentrato sull'essere completamente trasparente, sul cercare quella parte di sé che vuole risultare completamente autentica in ogni momento". Nella medesima intervista, l'artista ha definito l'album "crudo, estremamente personale e onesto" e affermato di "aver condiviso vicende personali di cui non aveva mai parlato prima attraverso album, tentando di creare musica che potesse fare da colonna sonora anche alla vita di altre persone".
In un primo momento, l'album era stato annunciato per il 2020, tuttavia Goodrem ha poi pubblicato l'album natalizio Only Santa Knows nel novembre di tale anno, rimandando dunque l'album di inediti all'anno successivo. Il progetto Bridge Over Troubled Dreams il 14 maggio 2021.

## Tracce
1. Keep Climbing – 3:36
2. Everyone's Famous – 4:09
3. Solid Gold – 4:08
4. Dear Elton – 4:21
5. Billionaire – 4:14
6. Paralyzed – 4:18
7. All of My Friends – 3:13
8. Kill Them with Kindness – 3:25
9. Crash – 3:11
10. The Power – 3:47
11. Play – 4:42

## Classifiche
| Classifica (2021) | Posizione massima |
| ----------------- | ----------------- |
| Australia         | 1                 |